# Hilde Roth
Hilde Roth (* 26. November 1925 in Ludwigshafen am Rhein als Hilde Rabe; † 18. August 2022) war Schneidermeisterin und Designerin und lebte in Ludwigshafen am Rhein.

## Leben
Nach Beendigung der Schule absolviert Hilde Roth eine Schneiderlehre, Abschluss 1945, Meisterprüfung 1950. In der Nachkriegszeit entwarf und produzierte sie eigene Kleider. Von 1949 bis 1951 Projekt Kunst+Mode mit Modeentwuürfen, die von ihrem Mann Eugen Roth bemalt werden. Zusammen mit ihrem Mann engagiert sie sich im literarischen Kabarett 'Die Schmiere', Frankfurt/Main. Ab 1955 entwarf sie Messestände und entwickelte eigene variable und modulare Montagesysteme für Ausstellungsstände. Weiterhin entwickelte Hilde Roth ein modular-variables Blumenkastensystem „floraplex“ aus Acrylglas, aus Aluminiumzylindern unter dem Namen "euro-form" Aschenbecher und Dosen für unterschiedlichste Anwendungen und andere Gebrauchsgüter. Ab 1958 befasste sie sich mit dem konstruktiven Gebrauch geometrischer Flächen zur Gestaltung. Hieraus resultierten ihr Spielobjekte „mobile grafik“, die ab 1971 unter den Namen „mobile grafik triangel“ und „mobilen grafik Rondo“ in der Art von frei kombinierbaren farbigen Magnetfolienstücken publik wurden. 1968 gehörte sie zu den Gründungsmitgliedern der gruppe parallel. In den 1970er Jahren gestaltete sie künstlerisch zusammen mit ihrem Mann Eugen Roth zahlreiche Schulen und öffentliche Gebäude, wobei immer wieder Elemente der „mobilen grafik“ zum Tragen kamen. 1978 stellte Hilde Roth die aufwendige Produktion und Vermarktung der „mobilen grafik“ aus Zeitgründen ein. Seit den 1990er Jahren unterstützte sie ihren Mann Eugen Roth intensiv bei Entwurf und Gestaltung von Ausstellungen seiner Computergrafiken.
Hilde Roth war von 1947 bis zu dessen Tod verheiratet mit Eugen Roth. Sie hat eine Tochter Christel Burghard-Wörfel.

## Auszeichnungen
- 1972 Prädikat „spiel-gut“ für „mobile grafik“ vom Arbeitsausschuss gutes Spielzeug
- 1972 Design Center Stuttgart
- 1973 5. Internationale Biennale Ljubljana, 2. honourable mention für die Bundesrepublik Deutschland
- 1975 Design der BRD Moskau

## Bibliographie
- Fidelius und der Vagabund, Illustrationen: Johannes Grüger. Stuttgart 1953